# Dmitrij Zatonski
Dmitrij Wiktorowicz Zatonski (ros. Дмитрий Викторович Затонский; ur. 30 marca 1971 w Nowosybirsku) – rosyjski hokeista, reprezentant Rosji.

## Kariera
- Łada Togliatti (1993-1994)
- Sibir Nowosybirsk (1994-1997)
- Awangard Omsk (1997-2006)
- Saławat Jułajew Ufa (2006)

Wychowanek Sibiru Nowosybirsk. Wieloletni zawodnik Awangarda Omsk, w którego barwach rozgrywał najlepsze lata w karierze (w 2004 znacząco przyczynił się do zdobycia mistrzostwa Rosji). Grę w hokeja zakończył w klubie z Mytiszczi.
W barwach reprezentacji Rosji uczestniczył w turnieju mistrzostw świata w 2002.
Po zakończeniu kariery zamieszkał ponownie w rodzinnym Nowosybirsku. Mimo tego hobbystycznie gra w zespole weteranów.
Przez lata w drużynie Awangardu tworzył skuteczny atak, określony później legendarnym: Dmitrij Zatonski (lewoskrzydłowy) – Aleksandr Prokopjew (center) – Maksim Suszynski (prawoskrzydłowy); w kwietniu 2012 trójka wystąpiła jednorazowo ponownie w meczu upamiętniającym tragicznie zmarłego Aleksandra Wjuchina.

## Sukcesy
Reprezentacyjne
- Srebrny medal mistrzostw świata: 2002

Klubowe
- Złoty medal mistrzostw Rosji: 1994 z Ładą Togliatti, 2004 z Awangardem Omsk
- Srebrny medal mistrzostw Rosji: 2001, 2006 z Awangardem Omsk
- Puchar Mistrzów: 2005 z Awangardem Omsk

Indywidualne
- Superliga rosyjska w hokeju na lodzie (1999/2000): 
  - Nagroda Najlepsza Trójka dla tercetu najskuteczniejszych strzelców ligi (oraz Rawil Jakubow i Maksim Suszynski) - łącznie 53 gole
- Superliga rosyjska w hokeju na lodzie (2001/2002): 
  - Nagroda Najlepsza Trójka dla tercetu najskuteczniejszych strzelców ligi (oraz Aleksandr Prokopjew i Maksim Suszynski) - łącznie 56 goli
  - Nagroda Żelazny Człowiek - najwięcej rozegranych meczów w ostatnich trzech sezonach (165), pierwszy lauretat tego wyróżnienia
- Superliga rosyjska w hokeju na lodzie (2003/2004):
  - Nagroda Najlepsza Trójka dla tercetu najskuteczniejszych strzelców ligi (oraz Aleksandr Prokopjew i Maksim Suszynski) - łącznie 62 gole
  - Nagroda Żelazny Człowiek - najwięcej rozegranych meczów w ostatnich trzech sezonach (165), pierwszy lauretat tego wyróżnienia (189)
- Superliga rosyjska w hokeju na lodzie (2004/2005):
  - Pierwsze miejsce w klasyfikacji strzelców w sezonie zasadniczym: 23 gole
  - Trzecie miejsce w klasyfikacji kanadyjskiej w sezonie zasadniczym: 47 punktów
  - Nagroda Najlepsza Trójka dla tercetu najskuteczniejszych strzelców ligi (oraz Aleksandr Prokopjew i Maksim Suszynski) - łącznie 55 goli

Wyróżnienie
- Zasłużony Mistrz Sportu Rosji w hokeju na lodzie: 2002